# Иоганн Франц Дезидератус (князь Нассау-Зигена)
Иоганн Франц Дезидератус Нассау-Зигенский (нем. Johann Franz Desideratus zu Nassau-Siegen; 28 июля 1627, Нозеруа — 17 декабря 1699, Рурмонд) — граф Нассау-Зигена (1638—1699), испанский штатгальтер Лимбурга (1665—1684) и Верхнего Гельдерна (1680—1699).

## Биография
Иоганн Франц Дезидератус был единственным сыном Иоганна VIII (1583—1638), графа Нассау-Зигенского (1623—1638), принявшего католичество, и Эрнестины Иоланды де Линь д’Амблиз (1594—1668). В 1638 году после смерти своего отца Иоганн Франц унаследовал титул графа Нассау-Зигена, но вынужден был уступить часть своих владений протестантской линии семьи в 1648 году. Он продолжал борьбу против протестантских соседей и подавлял кальвинистов на своей территории. Его правление в графстве было отмечено плохим управлением и долгами.
Как и его отец, граф Иоганн Франц Нассау-Зигенский был генералом на испанской службе. В 1652 году он получил титул имперского князя и стал лордом Ордена Золотого руна. В 1661 году Иоганн Франц Десидератус был повышен до кавалера Ордена Золотого руна.
В 1665—1684 годах — испанский штатгальтер Лимбурга, с 1680 по 1699 год — Верхнего Гельдерна. Большую часть своей жизни он прожил в Рурмонде, где и скончался в 1699 году в возрасте 72 лет. Ему наследовал его второй сын от второго брака — Вильгельм Гиацинт (1667—1743).

## Браки и дети
Иоганн Франц Дезидератус был трижды женат.
14 мая 1651 года в Вене он женился на графине Иоганне Клавдии Кёнигсегг-Ротенфельс-Ойлендорфской (23 августа 1632 — 28 ноября 1663), придворной даме императрицы Элеоноры Гонзаги во время 1648—1651 годах. У них было десять детей:
- Мария Леопольдина Элеонора Габриэлла (27 сентября 1652 — 2 июня 1675), жена (с 1669 года) Морица Генриха, князя Нассау-Хадамарского (1626—1679)
- Эрнестина Клавдия Маргарита Фелицитас (27 ноября 1653 — 22 ноября 1654)
- сын (род. и умер 25 февраля 1655).
- Эрнестина Элеонора Антония (январь 1656 — 4 ноября 1675), монахиня
- Клара Юлиана Маргарита Фелицитас (ноябрь 1656 / октябрь 1657 — 9 октября 1727), канонисса
- Альбертина Анна Габриэлла (13 августа 1658 — 26 августа 1718), канонисса
- Мария Доната Габриэлла (8 августа 1660 — 9 августа 1660)
- Луиза Каролина Анна (июль или август 1661 — август 1664)
- дочь (род. и умерла 21 августа 1662)
- мертворожденный сын (28 ноября 1663)

31 мая 1665 года в Родемаке он вторично женился на маркграфине Марии Элеоноре Софии Баден-Родемахернской (1641 — 19 апреля 1668). У них было четверо детей:
- Франц Фортунат (7 апреля 1666 — 12 июля 1672)
- Вильгельм Гиацинт (3 апреля 1667 — 18 февраля 1743), князь Нассау-Зигена, близнец Германа
- Герман (3 апреля 1667 — 12 июля 1672), младший брат-близнец Вильгельма Гиацинта
- Мария Элеонора Эрнестина (19 апреля 1668 — 28 сентября 1669)

В Брюсселе 9 февраля 1669 года он в третий раз женился на баронессе Изабелле Кларе дю Пюже-де-ла Серр (1651 — 19 октября 1714). У них было десять детей:
- Алексиус Андреас Антон Фердинанд Кристиан (29 июня 1673 — 22 марта 1734), каноник в Кельне (1690), декан церкви Св. Петра и ректор университета в Лувене (10 декабря 1692), диакон в Кельне (14 ноября 1694 года), священник (25 ноября 1695), каноник в Льеже (декабрь 1695), настоятель монастыря Сент-Круа де Вузонвиля, титулярный архиепископ Трапезополиса (1728), рыцарь Мальтийского ордена (1697).
- Иосиф (1674 — 14 декабря 1674)
- Шарлотта София Иоганна (21 февраля 1675 — 29 мая 1676)
- Иосиф Маврикий Карл (17 мая 1676 — 29 января 1677)
- Мария Филиппина (2 июля 1677 — 16 декабря 1678)
- Франц Гуго Фердинанд Гереон (18 октября 1678 — 4 марта 1735), наместник княжества Нассау-Зиген (1727), женат на графине Леопольдине Гогенлоэ-Бартенштейнской
- Анна Луиза Франциска (1 апреля 1681 — 26 апреля 1728), вышла замуж за Шарля Даммана, виконта д’Омберге
- Клара Бернардина Франциска (11 мая 1682 — 27 декабря 1724), вышла замуж за Франсиско де Соуза Пачеко
- Эммануил Игнатий (6 января 1688 — 1 августа 1735), барон де Ронсе (17 декабря 1699), принц-регент Нассау-Зигена (1727), фельдмаршал испанской армии, рыцарь Мальтийского ордена (1697), рыцарь Ордена Золотого руна (1715), кавалер ордена Святого Губерта (6 июня 1720). Женат с 1711 года на Шарлотте де Майи-Нель, они были разведены в 1716 году. Он был вероятным дедом Карла Генриха Нассау-Зигена
- Иоанна Баптиста Йозефина (16 января 1690 — 19 апреля 1745), канонисса.